# St Dunstan-in-the-West

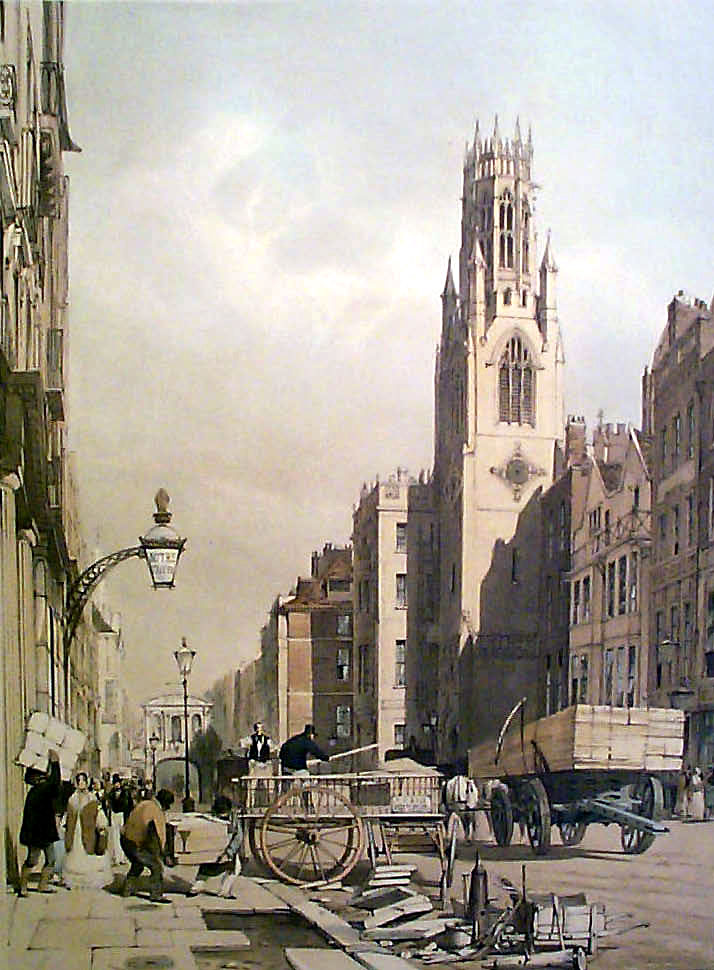
Biserica St. Dunstan-in-the-West în 1842

St Dunstan-in-the-West este o biserică anglicană situată în Fleet Street în Londra. Biserica este dedicată Sfântului Dunstan de Anglia.
Edificiul actual a fost construit în 1825 de arhitectul H.E Kendall.

## Vezi și
- www.romani.co.uk